# Thomas Flath
Thomas Flath (Düsseldorf, 30 giugno 1964) è un allenatore di calcio ed ex calciatore tedesco, di ruolo centrocampista.

## Carriera

### Giocatore
Ha giocato per 5 anni nel settore giovanile del Fortuna Düsseldorf, dal 1979 al 1984, ritirandosi prematuramente all'età di 20 anni.

### Allenatore
Dal 1992 al 2002 ha allenato nelle giovanili del Fortuna Düsseldorf, mentre nella stagione 2002-2003 ha allenato nelle giovanili dello Schalke 04.
Dal 28 aprile 2008 al 30 giugno dello stesso anno è stato commissario tecnico della nazionale nepalese; in precedenza, sempre nel 2008, per un breve periodo era stato direttore tecnico della nazionale azera.
Nella stagione 2009-2010 allena la squadra riserve dell'Hannover 96, nella quarta divisione tedesca; nel 2010 diventa allenatore della squadra Under-17 del Borussia M'gladbach.